# Kasjan z Imoli
Kasjan z Imoli (zm. 304) – męczennik, święty katolicki.
O jego życiu niewiele wiadomo. Zgodnie z legendą był nauczycielem w Imoli, zabitym przez swoich pogańskich uczniów, przy pomocy rylców do pisania. Jako datę jego śmierci podaje się 13 sierpnia 304 roku.

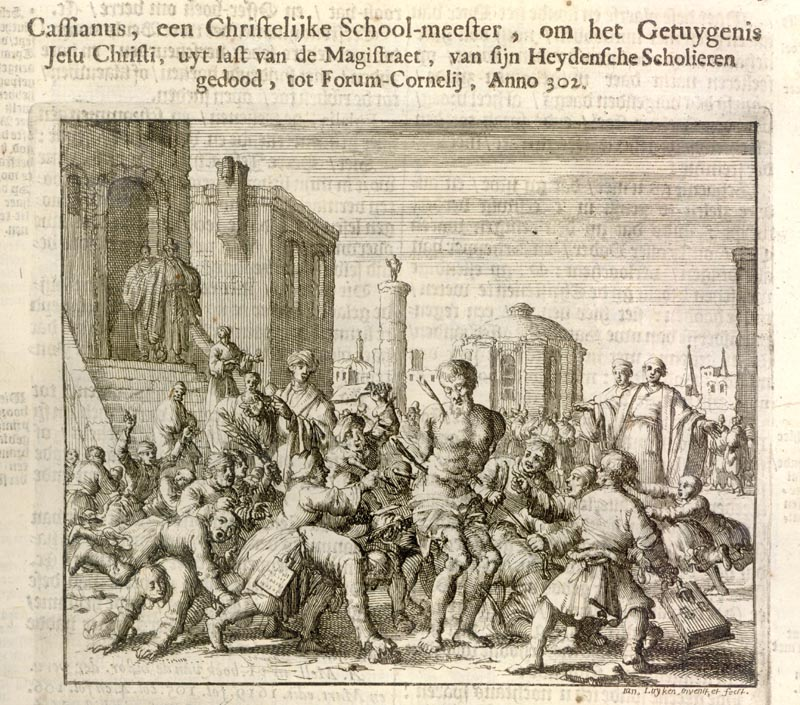
Św. Kasjan z Imoli zabijany przez swoich uczniów (grafika z Martyrs Mirror, autorstwa Jana Luykena (1649-1712), XVII wiek)

Święty Kasjan jest patronem stenografów.
Jego wspomnienie liturgiczne w Kościele katolickim obchodzone jest 13 sierpnia.